# Visconde de Geraz do Lima
Visconde de Geraz do Lima é um título nobiliárquico criado por D. Maria II de Portugal, por Decreto de 27 de Abril e Carta de 30 de Maio de 1835, em favor de Luís do Rego Barreto.
Titulares
1. Luís do Rego Barreto, 1.º Visconde de Geraz do Lima;
2. Luís do Rego Barreto de Barros Lima de Azevedo Araújo e Gama, 2.º Visconde de Geraz do Lima.

Após a Implantação da República Portuguesa, e com o fim do sistema nobiliárquico, usou o título: 
1. José Guilherme Salgado de Góis, 3.º Visconde de Geraz do Lima.